# Алешинская волость (Брянский уезд)
Алешинская волость — административно-территориальная единица в составе Брянского (с 1921 — Бежицкого) уезда.
Административный центр — село Алешня.

## История
Волость образована в ходе реформы 1861 года. Располагалась на северо-западе уезда, у границы со Смоленской губернией.
12 июля 1918 года часть Алешинской волости с тремя населёнными пунктами была передана в новообразованную Людинковскую волость.
В ходе укрупнения волостей, в мае 1924 года Алешинская волость была упразднена, а её территория включена в состав Дубровской волости.
Ныне вся территория бывшей Алешинской волости входит в Дубровский район Брянской области.

## Административное деление
В 1920 году в состав Алешинской волости входили следующие сельсоветы: Алешинский 1-й и 2-й, Алешкинский, Белизненский, Берлевецкий, Бохоновский, Бочарский, Ввозовский, Взденежский, Герасимовский, Грабовский, Давыдченский, Дубровский 1-й и 2-й, Дубровский поселковый, Ерохинский, Жабовский 1-й, 2-й, 3-й и 4-й, Жуковский, Заустьенский, Любимовский, Немерской 1-й и 2-й, Новосельский, Петросельский, Серпеевский деревенский и поселковый, Сметковщинский, Соколовский, Сосновский, Студенецкий, Федоровский, Федосеевский, Чепеничский, Черкасский, Чечётный. Многие из этих сельсоветов были незначительны и вскоре упразднены.